# Valleytronik
Die Valleytronik ist ein experimentelles Gebiet bei Halbleitern, das lokale Extrema in der elektronischen Bandstruktur ausnutzt. Bestimmte Halbleiter haben mehrere Tiefpunkte in der elektronischen Bandstruktur der ersten Brillouin-Zone und werden als Multivalley-Halbleiter bezeichnet. Die Valleytronik ist die Technologie der Kontrolle über den Tal-Freiheitsgrad, ein lokales Maximum/Minimum auf dem Valenz-/ oder Leitungsband, von solchen Multivalley-Halbleitern.
Der Begriff wurde in Analogie zur Spintronik geprägt. Während in der Spintronik der innere Freiheitsgrad des Spins genutzt wird, um Informationsbits zu speichern, zu manipulieren und auszulesen, ist der Vorschlag für die Vallytronik, ähnliche Aufgaben mit Hilfe der mehrfachen Extrema der Bandstruktur zu erfüllen, so dass die Information von 0s und 1s als unterschiedliche diskrete Werte des Kristallimpulses gespeichert würden.
Vallytronik kann sich auf andere Formen der Quantenmanipulation von Tälern in Halbleitern beziehen, einschließlich Quantenberechnung mit Tal-basierten Qubits, Talblockade und andere Formen der Quantenelektronik. Der erste experimentelle Nachweis der in dem Einzelnachweis vorhergesagten Talblockade (die den Satz von Coulomb-Blockade und Pauli-Spin-Blockade vervollständigt) wurde in einem mit einem einzigen Atom dotierten Siliziumtransistor beobachtet.
Mehrere theoretische Vorschläge und Experimente wurden in einer Vielzahl von Systemen durchgeführt, wie Graphen, dünnschichtigem Phosphoren, einige Übergangsmetall-Dichalcogenid-Monolagen, Diamant, Bismut, Silizium, Kohlenstoff-Nanoröhren, Aluminiumarsenid und Silicen.